# Racovitzanus antarcticus
Racovitzanus antarcticus är en kräftdjursart som beskrevs av Giesbrecht 1902. Racovitzanus antarcticus ingår i släktet Racovitzanus och familjen Scolecitrichidae. Inga underarter finns listade i Catalogue of Life.